# Estación de Medias Aguas
Medias Aguas es una estación de trenes que se encuentra en Medias Aguas, Veracruz. La estación fue construida en 1910 por el general Porfirio Díaz, fue abandoana en los años 70 y puesta en servicio de nuevo en 2024.

## Historia
La estación fue edificada sobre la línea troncal del Ferrocarril Nacional de Tehuantepec que fue concluido el 15 de diciembre de 1894 con una extensión de 309.617 km estableciéndose así una línea férrea que conectó el Océano Pacífico con el Océano Atlántico.
En 1992 empezó la decadencia de la estación ferroviaria, esto hasta en el 2023, en donde fue retirada la concesión de Ferrosur para pasar a la Secretaría de Marina, esto para concluir el proyecto de rehabilitación del Ferrocarril del Istmo de Tehuantepec.
El antiguo edificio de la estación se espera que se convierten en oficianl del Tren Interoceanico, dejando a la nueva estructura como la nueva estación la cual cuenta con cafetería, baños y un centro de control eléctrico.